# Liparetrus trichopygus
Liparetrus trichopygus är en skalbaggsart som beskrevs av Lea 1917. Liparetrus trichopygus ingår i släktet Liparetrus och familjen Melolonthidae. Inga underarter finns listade i Catalogue of Life.